# Новиков, Сергей Георгиевич
Сергей Григорьевич Новиков (род. 1954 г., город Ишимбай, БАССР) — фотограф. Дипломант World Press Photo (1976). Участник и призер всесоюзных и всероссийских фотоконкурсов. Стал известен как автор портретов выдающихся советских и российских учёных. В общей сложности издано 11 томов фотоальбомов из серии «Портрет интеллекта: ученые России». Лауреат Премии Губернатора Свердловской области «За выдающиеся достижения в области литературы и искусства» (2007).
Во время учебы в Челябинском пединституте (1971—1976) прошел курс обучения фотографии по специальности «руководитель творческого объединения школьников» (руководитель — фоторепортер газеты «Советский спорт» Юрий Леонидович Теуш).
В 1982 году подготовил первую персональную выставку (Челябинск, выставочный зал Союза художников). С 1983 г. фотограф в Академии Наук СССР (сегодня — РАН): начало работы — в Башкирском филиале АН СССР.